# Lijst van katholikoi-patriarchen van Geheel Georgië
Dit is een lijst van de katholikoi-patriarchen van Geheel Georgië van de Georgisch-Orthodoxe Kerk.

## Lijst van katholikoi-patriarchen van Geheel Georgië

### Aartsbisschoppen vanMtscheta, 335-467
- Ioane I (335-363)
- Iakobi (363-375)
- Iobi (375-390)
- Elia I (390-400)
- Svimeon I (400-410)
- Mose (410-425)
- Iona (425-429)
- Ieremia (429-433)
- Grigol I (433-434)
- Vasili I (434-436)
- Glonakor (436-448)
- Iovel I (448-452)
- Mikael I (452-467)

### Katholikoi vanIberië, 467-1010
- Petre I (467-474)
- Samoel I (474-502)
- Gabriel I (502-510)
- Tavfechag I (510-516)
- Chirmagi-Chigirmane (516-523)
- Saba I (523-532)
- Evlavi (532-544)
- Samoel II (544-553)
- Makari (553-569)
- Svimeon II (569-575)
- Samoel III (575-582)
- Samoel IV (582-591)
- Bartlome (591-595)
- Kirion I (595-610)
- Ioane II (610-619)
- Babila (619-629)
- Tabor (629-634)
- Samoel V (634-640)
- Evnon (640-649)
- Tavfechag II (649-664)
- Evlale (664-668)
- Iovel II (668-670)
- Samoel VI (670-677)
- Giorgi I (677-678)
- Kirion II (678-683)
- Izid-Bozidi (683-685)
- Teodore I (Teodose) (685-689)
- Petre (Svimeoni) II (689-720)
- Talale (720-731)
- Mamai (731-744)
- Ioane III (744-760)
- Grigol II (760-767)
- Sarmeane (767-774)
- Mikael II (774-780)
- Samoel VII (780-790)
- Kirile (791-802)
- Grigol III (802-814)
- Samoel VIII (814-826)
- Giorgi II (826-838)
- Gabriel II (838-850)
- Ilarion I (850-860)
- Arsen I (860-887)
- Evsuki (887-900)
- Klementos (900-914)
- Basili II (914-930)
- Mikael III (930-944)
- Davit I (944-955)
- Arseni II (955-980)
- Oqropiri (Ioane I) (980-1001)
- Svimeon III (1001)

### Katholikos-patriarchen van de Georgisch-Orthodoxe Kerk, 1010-1811
- Melkisedek I (1001-1030)
- Okropir (Ioane) II (1031-1039) 
  - Melkisedek I (1039-1045), hersteld
  - Okropir (Ioane) II (1045-1049), hersteld
- Ekvtime I (1049-1055)
- Giorgi III Taoeli (1055-1065)
- Gabriel III Safareli (1065-1080)
- Dimitri (1080-1090)
- Basili III Karichisdze (1090-1100)
- Ioane IV Safareli (1100-1142)
- Svimeon IV Gulaberisdze (1142-1146)
- Saba II (1146-1150)
- Nikoloz I Gulaberize (1150-1178)
- Mikel IV (1178-1186)
- Teodore II (1186-1206)
- Basili IV (1206-1208)
- Ioane V (1208-1210)
- Epiphane (1210-1220)
- Ekvtime II (1220-1222)
- Arseni III (1222-1225)
- Giorgi IV (1225-1230)
- Arseni IV Bulmaisisdze (1230-1240)
- Nikoloz II (1240-1280)
- Abraam I (1280-1310)
- Ekvtime III (1310-1325)
- Mikel V (1325-1330)
- Basil V (1330-1350)
- Doroteoz I (1350-1356)
- Sdzjio I (1356-1364)
- Nikoloz III (1364-1380)
- Giorgi V (1380-1399)
- Elioz Gobirachisdze (1399-1411)
- Mikel VI (1411-1426)
- Davit II (1426-1430)
- Teodore III (1430-1435)
- Davit III Gobeladze (1435-1439)
- Patriarch Sdzjio II van Georgië (1440-1443) 
  - Davit III Gobeladze (1443-1459), hersteld
- Markoz (1460-1466)
- Davit IV (1466-1479)
- Evagre (1480-1492)
- Abraam II Abalaki (1492-1497)
- Efrem I (1497-1500) 
  - Evagre (1500-1503), hersteld
- Doroteoz II (1503-1510)
- Dionise (1510-1511) 
  - Doroteoz II (1511-1516), hersteld
- Basil VI (1517-1528)
- Malakia (1528-1538)
- Melkisedek II Bagrationi (1538-1541)
- Germene (1541-1547)
- Svimeon V (1547-1550)
- Zebede I (1550-1557)
- Domenti I (1557-1562)
- Nikoloz IV Baratasjvili (1562-1584)
- Nikoloz V (1584-1591)
- Doriteoz III (1592-1599)
- Domenti II (1599-1603)
- Zebede II (1603-1610)
- Ioane VI Avalisjvili (1610-1613)
- Kristefore I (1613-1622)
- Zakaria Dzjordzjadze (1623-1630)
- Evdemoz I Diasamidze (1630-1638)
- Kristefore II Urdubegisdze Amilachvari (1638-1660)
- Domenti II Kaichosro Muchran Batonisdze (1660-1675)
- Nikoloz VI Magaladze (1675-1676)
- Nikoloz VII Amilachvari (1676-1687)
- Ioan VII Diasamidze (1687-1691)
  - Nikoloz VII Amilachvari (1691-1695), hersteld
  - Ioan VII Diasamidze (1696-1700), hersteld
- Evdemoz II Diasamize (1700-1703)
- Domenti III (1704-1725)
- Besarion Orbeliani (1725-1737)
- Kirile (1737-1739) 
  - Domenti III (1739-1741), hersteld
- Nikoloz VII Chercheulidze (1742-1744)
- Anton I Didi (1744-1755)
- Ioseb Dzjandieri (1755-1764) 
  - Anton I Didi (1764-1788), hersteld
- Anton II (1788-1811)

### Exarchenvan Georgië, 1811-1917
De autocefale status werd ontbonden en de Russisch-orthodoxe Kerk verkreeg de volmachten, 1811-1917
- Varlam Eristavi (1811-1817)
- Teopilakte Rusanov (1817-1821)
- Iona Vasilevsky (1821-1834)
- Mose Bogdanov-Platonov (1832-1834)
- Yevgeni Baganov (1834-1844)
- Isidore Nikolsky (1844-1858)
- Evsevi Ilinsky (1858-1877)
- Ioanike Rudnev (1877-1882)
- Pavel Lebedev (1882-1887)
- Palladi Raev (1887-1892)
- Vladimir Bogodzjavlensky (1892-1898)
- Flabiane Gorodetsky (1898-1901)
- Aleksey I  Opotsky (1901-1905)
- Nikolay Nalimov (1905-1906)
- Nikon Sofiisky (1906-1908)
- Innokenty Beliaev (1909-1913)
- Aleksey II. Molchanov (1913-1914)
- Piterim Oknov (1914-1915)
- Platon Rozhdestvensky (1915-1917)

### Katholikoi-patriarchen van Geheel Georgië, sinds 1917
- Kyrion II (1917-1918)
- Leonid (1918-1921)
- Ambrose (1921-1927)
- Christophorus III (1927-1932)
- Callistratus (1932-1952)
- Melchizedek III (1952-1960)
- Ephraim II (1960-1972)
- David V (1972-1977)
- Ilia II (1977-heden)